# فرار (فیلم ۱۳۴۲)
فرار فیلمی به کارگردانی و نویسندگی عباس شباویز محصول سال ۱۳۴۲ است.

## خلاصه داستان
جوانی (عباس مغفوریان)، که با مادر دائم الخمرش زندگی می‌کند، پس از مرخص شدن از زندان، چون به قمار رو می‌آورد با مخالفت مادرش روبرو می‌شود. جوان در کاباره با زنی (سهیلا) آشنا می‌شود که او را وادار به سرقت پول‌های گاوصندوق یک شرکت می‌کند. رئیس گروهی (اکبر خواجوی) که زن برای او کار می‌کند در موقع سرقت با شلیک اسلحهٔ نگهبان کشته می‌شود و جوان نگهبان را با تیر می‌زند. جوان با کیف پول به خانه‌ای پناه می‌برد که مدیر مسئول یک روزنامه (رضا شفیع) با همسر (پرخیده) و دختر (شمسی فضل‌اللهی) و پسر کوچکش در آن زندگی می‌کنند. جوان توسط دختر خانه با مادرش تماس می‌گیرد، و پس از مدتی با پرداختن مقداری پول به دختر از او می‌خواهد که یک اتومبیل تهیه کند تا با هم بگریزند. دختر می‌پذیرد، اما روز بعد وقتی جوان متوجه می‌شود، دختر تعلل می‌کند او را با تهدید به خیابان می‌کشاند، و وقتی اسلحه از دست جوان می‌افتد دختر او را با شلیک گلوله از پا درمی‌آورد. بیرون از خانه پدر و مادر دختر و پلیس (عباس شباویز) در انتظار ایستاده‌اند.

## بازیگران
- عباس مغفوریان
- شمسی فضل الهی
- پرخیده
- رضا شفیع
- سهیلا
- مهین دیهیم
- اکبر خواجوی
- انوش خواجوی
- عباس شباویز